# Luigi Corteggi
Luigi Corteggi, también conocido por el seudónimo de Cortez (Milán, 21 de junio de 1933-Casorzo, 26 de julio de 2018), fue un ilustrador italiano. Es conocido por su trabajo gráfico para Editoriale Corno y para Sergio Bonelli Editore, para el cual creó los gráficos de revistas famosas como Kriminal y Dylan Dog. El director de arte más famoso del mundo del cómic italiano es considerado por críticos especializados.

## Biografía
Graduado de la Academia de Bellas Artes de Brera, después de haber administrado su propio estudio de publicidad durante algunos años, se mudó a la publicación, colaborando primero con Editrice Universo y luego, desde 1965, con Editoriale Corno, para encargarse de los gráficos del publicaciones que crean los logotipos de Kriminal, Satanik, Maschera Nera, Gesebel, Eureka, Alan Ford y muchos otros, así como ilustran algunas de sus portadas y también hacen algunos dibujos y tintas para los tableros; También se ocupa de los gráficos de los títulos de los superhéroes Marvel Comics. Después de haber hecho algunas historias de Maschera Nera, va a Kriminal y Satanik, dos personajes del género negro italiano creado por Max Bunker, para quien crea los logotipos de los títulos y también diseña algunos episodios, además de hacer cientos de portadas; más tarde trabajó como dibujante y entintador también para otros personajes de Bunker como Gesebel y Alan Ford, y también hará las primeras diez portadas. Como curador, también se ocupa del diseño de las numerosas publicaciones de la editorial y también produce su propia serie de cómics, Thomas, una serie de postales humorísticas, algunas obras gráficas para revistas, enciclopedias y publicaciones científicas. La relación con Corno se interrumpió en 1975 cuando ingresó como director artístico en Sergio Bonelli Editore, donde se le pidió que se ocupara tanto de la parte técnica como de la parte más creativa sobre gráficos generales, letras, portadas y títulos y marcas relacionados, así como Gestión de contactos con diseñadores primerizos. En los años setenta también colaboró con Il Giornalino. En los años ochenta realizó un episodio de la serie de cómics Collana Rodeo - The Lost Spaceship, la única historia de ciencia ficción de la serie. Como diseñador gráfico, se da cuenta de los títulos de todas las publicaciones de Bonelli que comenzaron después de su llegada, como Ken Parker, Mister No, Martin Mystère, Dylan Dog, Nick Raider, Nathan Never y muchos otros que destacan por su elegancia gráfica nunca antes vista para una serie de cómics italianos.